# Freiheit, Gleichheit, Brüderlichkeit (Skulptur)
Die drei Gletscherfindlinge, die den Namen "Freiheit, Gleichheit, Brüderlichkeit"  tragen, stellen ein Kunstwerk des Künstlers Anatol Herzfeld dar und befinden sich vor dem Rathaus der Kreisstadt Bergheim im Rhein-Erft-Kreis in Nordrhein-Westfalen.

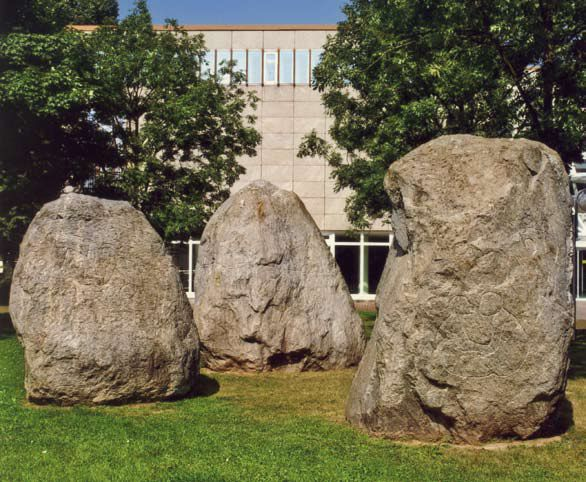
Skulptur "Freiheit, Gleichheit, Brüderlichkeit"

## Geschichte
Drei jeweils 20 Tonnen schwere Gletscherfindlinge aus dem Inntal verwendete der Beuys-Schüler Anatol Herzfeld für sein Kunstwerk. Er bearbeitete die drei riesigen Granitblöcke im Rahmen der Französisch-Deutschen Woche im August 1989, als auch in Bergheim an den Ausbruch der Französischen Revolution als weltgeschichtliches Ereignis erinnert wurde. Die in die Steinblöcke gemeißelten Figuren sind dem Thema „Freiheit, Gleichheit und Brüderlichkeit“, den Idealen der Französischen Revolution, gewidmet.

## Gestaltung
Ein Stein wurde mit stehenden Figuren versehen, die sich an ausgestreckten Armen festhalten und den Stein damit umrunden. Weitere Szenen zeigen Menschen, wie sie zusammensitzen oder sich über ein Kind beugen.